# Jüdischer Friedhof (Twistringen)

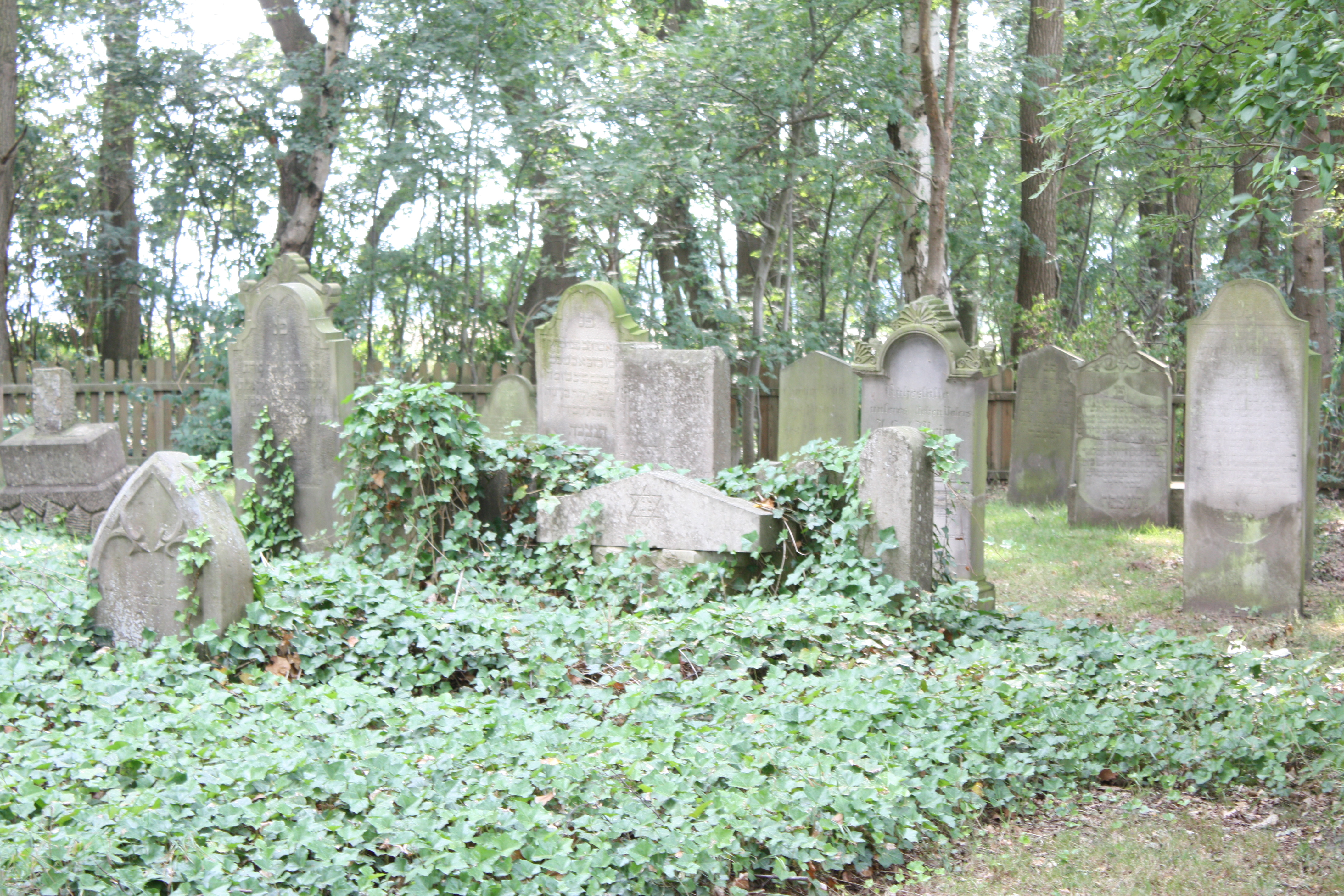
Jüdischer Friedhof Twistringen

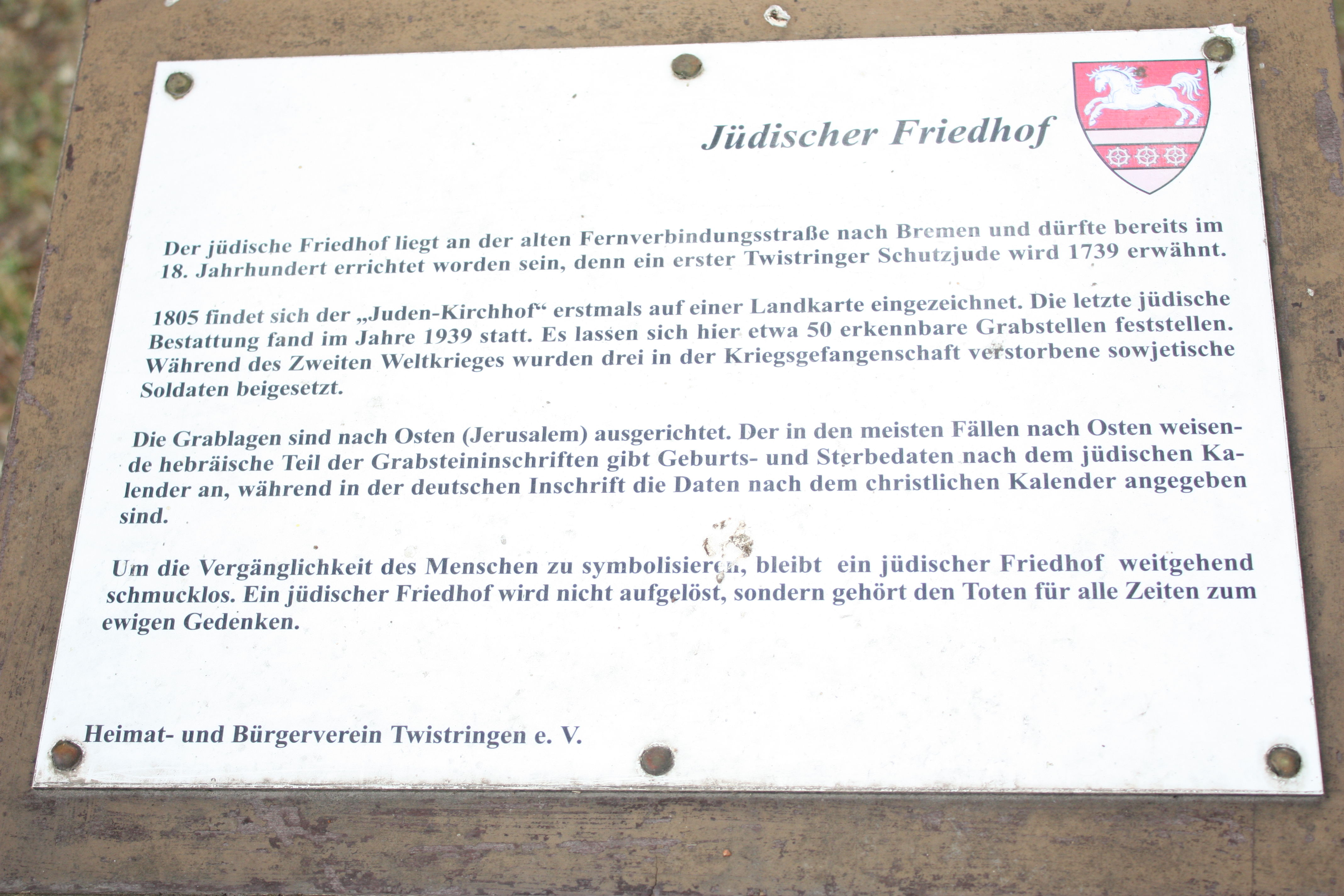
Informationstafel

Der Jüdische Friedhof Twistringen ist ein einigermaßen gut erhaltener jüdischer Friedhof in Twistringen (Landkreis Diepholz, Niedersachsen). Er ist ein geschütztes Kulturdenkmal.

## Beschreibung
Der ca. 600 m² große Friedhof liegt nördlich vom Kernbereich Twistringen an der Straße „Zur Poggenmühle“. Der Friedhof liegt an der Straße nach Binghausen inmitten von Feldern am Rand eines Gehölzes.
Insgesamt sind 47 sehr unterschiedlich gestaltete Grabsteine bzw. Grabstein-Reste (Bruchstücke, Sockel, Torsen) vorhanden. Zum großen Teil handelt es sich um ausgesprochen schöne und künstlerisch gestaltete Grabsteine, die Zeugnis ablegen vom künstlerischen Gestaltungswillen und von der künstlerischen Gestaltungsfähigkeit des jeweiligen Steinmetzen. 46 Grabsteine bzw. deren Reste kennzeichnen jüdische Grabstellen.
Ein Grabstein aus (Granit) mit der Inschrift „Drei Russische Kriegsgefangene“ markiert ein Sammelgrab aus der Zeit des Zweiten Weltkriegs für drei sowjetische Zwangsarbeiter.

## Geschichte

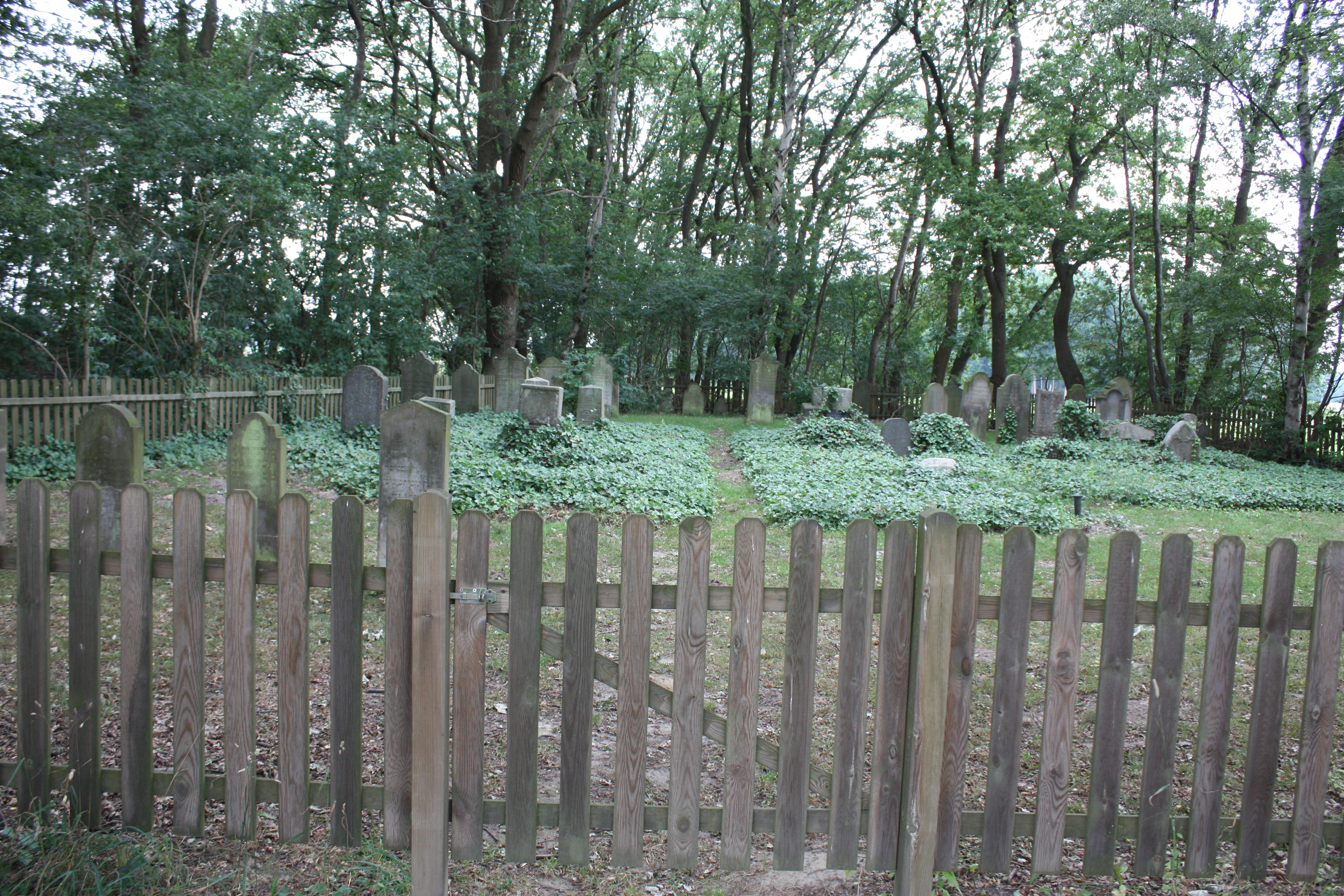
Jüdischer Friedhof in Twistringen

Ihren Friedhof in der Nähe der Straße nach Harpstedt muss die kleine jüdische Gemeinde, zu der auch die Juden aus Heiligenloh und Ehrenburg gehörten, vor 1805 eingerichtet haben. Zwar dokumentiert der älteste datierbare Grabstein eine jüdische Bestattung erst im Jahr 1839. Aber schon auf einer Karte aus dem Jahr 1805 (von Lecoq) ist der Twistringer Jüdische Friedhof als „Juden-Kirchhof“ eingezeichnet.
Die letzte jüdische Bestattung auf dem Twistringer Friedhof fand 1939 statt. Der jüngste jüdische Grabstein dokumentiert allerdings das Todesjahr 1935. 

### Zerstörungen
Der Twistringer Jüdische Friedhof ist ein Beispiel für größere Zerstörungen, für Vandalismus und Grabschändungen. Derartige Vorfälle gab es am 23. Juni 1983 und am 21. Juli 1983. Auffallend ist die hohe Zahl an beschädigten oder zerstörten Grabsteinen, die nicht mehr reparabel sind:
- ein Grabstein wurde aus den nur teilweise aufgefundenen Bruchstücken wieder zusammengesetzt
- drei Grabplatten sind durchgebrochen, es ist nur noch ein Teil der Inschrift vorhanden
- bei neun Grabsteinen wurden die oberen Teile abgebrochen, sodass nur noch „Stümpfe“, Sockel oder gar nur kümmerliche Reste im Untergrund vorhanden sind
- zwei Inschriftenplatten fehlen
- vier Grabsteine wurden durchgebrochen; sie ließen sich wieder – ohne dass die Beschädigungen größere Spuren hinterlassen haben – zusammenfügen (Bruchkanten bleiben sichtbar)